# Abe Lincoln a Illinois
Abe Lincoln a Illinois (títol original en anglès: Abe Lincoln in Illinois) és una pel·lícula estatunidenca dirigida per John Cromwell, estrenada el 1940. El guió, de Grover Jones i Robert E. Sherwood, és una adaptació de l'obra de teatre homònima d'aquest últim. Ha estat doblada al català.

## Argument
Abe Lincoln marxa de casa per primera vegada, contractat amb dos amics seus per Denton Offut per portar una càrrega de porcs a Nova Orleans. Quan el vaixell s'atura a New Salem, Abe s'enamora d'Ann Rutledge, la filla del taverner. Així, quan més tard Denton li ofereix una feina a New Salem, Abe accepta immediatament.
Abe descobreix que tanmateix que Ann ja té un pretendent. No obstant això, s'instal·la, convertint-se en l'home més popular pel seu humor preparat, amable, i rep lliçons del mestre d'escola Graham. El seu rival marxa i Ann l'espera durant uns quants anys fins que Abe té l'oportunitat d'expressar el seu amor per ella; és insegura del seu sentiment per ell i li demana una mica de temps. Per desgràcia, mor després d'una "febre de cervell", dient a Abe en el seu llit de mort que el podria haver estimat.
A Abe se li demana que es presenti per a l'Assemblea Estatal. Accepta reticent i venç, però després d'un primer lloc a Springfield (Illinois), decideix estudiar dret. Quan Mary Todd visita la seva germana Elizabeth Edwards i el seu ric i influent marit Ninian, dona una festa en honor seu. Tots els solters elegibles apareixen, incloent-hi el rival polític d'Abe, Stephen Douglas. Tanmateix, és l'Abe senzill, impolit que enamora Mary, amb preocupació de la seva germana. Ambiciosa, Mary nota grandesa en ell i està decidida a portar-lo al seu legítim destí, malgrat la seva manca d'ambició. Abe li demana que es casi amb ell, però canvia d'opinió a última hora, desconcertat, i deixa la ciutat. Després de reflexionar, tanmateix, li demana la seva mà una altra vegada. Accepta. Els anys passen, i tenen uns quants fills.
Amb les eleccions presidencials a la vista, el partit d'Abe veu que cap dels favorits no és totalment acceptable. Els líders de partit trien un "tapat," Abe Lincoln. Participa en una sèrie de debats amb Stephen Douglas, el candidat que oponent. Un dels temes principals és l'esclavitud. En un vibrant discurs, Abe afirma que "la Casa de Lincoln dividida no pot restar dreta". Guanya les eleccions. Mentre la pel·lícula s'està acabant, Abe s'acomiada dels amics i puja al tren per anar-se'n a Washington DC.

## Repartiment
- Raymond Massey: Abraham Lincoln
- Gene Lockhart: Stephen Douglas
- Ruth Gordon: Mary Todd Lincoln
- Mary Howard: Ann Rutledge
- Dorothy Tree: Elizabeth Edwards
- Minor Watson: Joshua Speed
- Harvey Stephens: Ninian Edwards

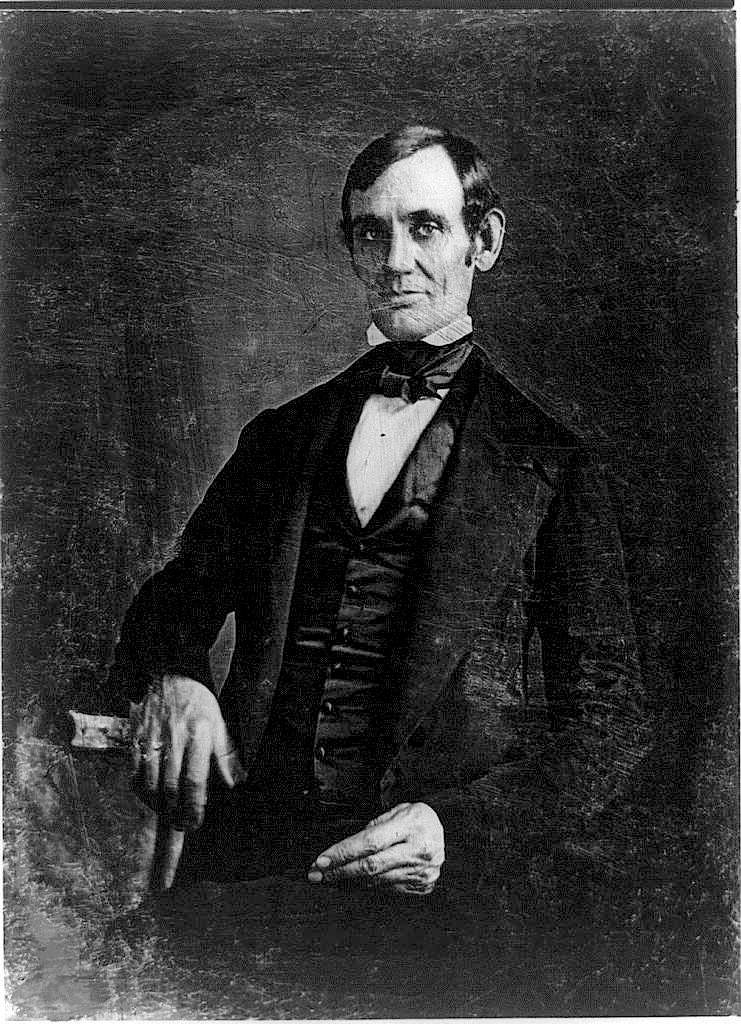
Abraham Lincoln el 1846.

- Aldrich Bowker: jutge Bowling Green
- Maurice Murphy: John McNeil
- Louis Jean Heydt: Mentor Graham
- Harlan Briggs: Offut
- Alan Baxter: Billy Herndon
- Howard Da Silva: Jack Armstrong
- Clem Bevans: Ben Mattingly
- Syd Saylor: John Johnston
- Charles Middleton: Tom Lincoln
- Elisabeth Risdon: Sarah Hanks Lincoln
- Herbert Rudley: Seth Gale

I, entre els actors que no surten als crèdits:
- Esther Dale: La cuinera de Lincoln
- George Irving: Coronel Robert E. Lee

## Premis i nominacions

### Nominacions
- 1941. Oscar al millor actor per Raymond Massey
- 1941. Oscar a la millor fotografia per James Wong Howe